# Mesorregión del Marajó
La mesorregión del Marajó es una de las seis mesorregiones del estado brasileño del Pará. Es formada por la unión de dieciséis municipios agrupados en tres microrregiones.

## Microrregiones
- Arari
- Furos de Breves
- Portel

- Datos: Q1123436